# حوض تودني

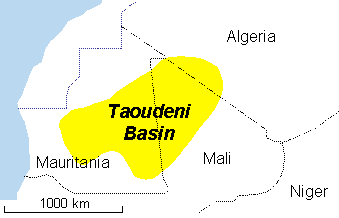
المدى التقريبي لحوض تودني.

الأحواض الرسوبية الرئيسية لغرب إفريقيا.

حوض تودني هو حوضٌ رسوبي رئيسي في غرب إفريقيا، سمي على اسم قرية تودني في شمال مالي. وهي تغطي أجزاء كبيرة من كراتون غرب إفريقيا في موريتانيا ومالي. إنها ذات أهمية كبيرة بسبب احتياطياتها المحتملة من النفط.

## الوصف
يعدُّ حوض تودني أكبر حوض رسوبي في شمال غرب إفريقيا، وقد تشكل خلال الفترة من العصر البدائي إلى أواخر العصر البدائي. استمر في الهدوء حتى حقب الحياة القديمة الأوسط، عندما حدث التشوه الهرسيني والارتفاع. يحتوي على ما يصل إلى 6,000 متر (20,000 قدم) من رواسب ما قبل الكمبري المتأخرة وحقب الحياة القديمة. وجدت عمليات التنقيب الاستكشافية منذ الثمانينيات مؤشرات عن البترول في تكوينات ما قبل العصر الكمبري المتأخر، والسيلوري، والديفوني المتأخر.

## جيولوجيا البترول

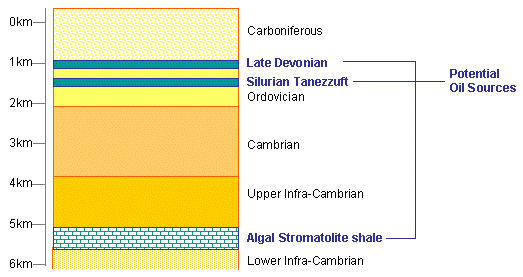
المقطع العرضي المحتمل لحوض تودني المركزي.

إن حكومة مالي، إحدى أفقر دول العالم، حريصة على إنشاء صناعة نفطية. وتشمل الشركات التي تقوم بالتنقيب في المنطقة بركة للبترول، سوناطراك، إيني، توتال إس إيه، وودسايد وسي إن بي سي. ومع ذلك، فإن الموقع البعيد والبيئة القاسية للصحراء الكبرى سيجعل الاستخراج باهظ التكلفة.

## روابط خارجية
- "ICONS atlas: AFR - Taoudeni Basin". earthbyte.org. مؤرشف من الأصل في 2023-02-26. اطلع عليه بتاريخ 2009-03-14.